# 鈴木哲也 (脚本家)
鈴木 哲也（すずき てつや、1969年10月18日 - ）は、日本の劇作家、脚本家、演出家。静岡県浜松市出身。オフィス・マキノ所属。同志社大学文学部国文学科中退。

## 略歴
1991年劇団M.O.P.入団。1998年同劇団退団。マキノノゾミに師事し、アシスタントとなる。2003年～2005年にかけて演劇ユニットMOBOにて主宰を務める。

## 作品歴

### テレビドラマ 脚本
- NHK教育「中学生日記・先生もいじめられていた」
- NHK教育「中学生日記・観覧車から見える町」
- NHK教育「中学生日記・燃えろ！ユーフォ楽団」
- NHK教育「中学生日記・キャプテンズ・ハイ」
- よみうりテレビ「こうたろ」 3・4・11・12・19・20

### ラジオドラマ脚本
- FM東京「貫地谷しほりのラジオ劇団・小さな奇跡」
- TOKYO FM「ENEOS ON THE WAY COMEDY ～道草～」
- FM東京 「三ツ矢サイダー キミの笑顔」
- FM東京 「味の素泣きたいときのレシピ」
- TBSラジオ「赤シャツ」

### 舞台脚本
- ABCミュージカル「火の鳥」 (2000、大阪松竹座)
- サンリオミュージカル「くるみ割り人形」演出：宮本亜門 (2001、赤坂ACTシアター)
- Plaing Unit4989「七人のドッペル」(2004)
- 椿組「新宿ブギウギ」 (2005、花園神社境内特設ステージ)
- 扉座「語り継ぐ者たち～清水次郎長伝・異聞～」 (2005、紀伊国屋サザンシアター 等)
- Plaing Unit4989「チェリーホープを知ってるかい」(2005)
- 「妻をめとらば〜晶子と鉄幹〜」演出：宮田慶子 脚本：マキノノゾミ・鈴木哲也 (2006、新歌舞伎座)
- 音楽劇・モダン出世双六「天国を見た男」演出：マキノノゾミ (2006)
- 豊橋市制百周年記念事業 豊橋市民参加音楽劇 豊橋百歳歴史物語「豊橋オーレ！」(2006、愛知県勤労福祉会館 アイプラザ豊橋)
- 扉座第39回公演「LOVE LOVE LOVE R36」演出：茅野イサム・横内謙介 (2007、新宿トップス)
- ミュージカル「ハレルヤ」演出：鈴木裕美 脚本：鈴木哲也・マキノノゾミ (2007、銀河劇場)
- 「女ひとり」演出：マキノノゾミ (2008、大阪松竹座、名古屋御園座)
- アトリエ・ダンカンプロデュース「風が強く吹いている」 演出：鈴木裕美 (2009、ル・テアトル銀座)
- 「俺たちは天使だ！NO ANGEL NO LUCK」 演出：細川徹 (2009、サンシャイン劇場）
- 新歌舞伎座主催 「わが町」 演出：わかぎゑふ (2009、サンケイホールブリーゼ)
- 「3 on 3～喫茶店で起こる3つの物語」『青島先生』 演出：須藤黄英 (2009、青年座劇場)
- アトリエ・ダンカンプロデュース「輝け！主婦バンドFOUR RIVERS スモーク・オン・ザ・ウォーター2009」原作：五十嵐貴久 演出：菅野こうめい (2009、ル テアトル銀座ほか)
- 「ハッピー・マン～1862上海大冒険」マキノノゾミ作 磯村純演出 (2010、青年座劇場)
- 「新センセイの鞄｣ 演出：マキノノゾミ (2010、紀伊國屋サザンシアター・新神戸オリエンタル劇場)
- ブロードウェイミュージカル「ザ★ミュージックマン」 演出：鈴木裕美 (2010、東京芸術劇場・新国立劇場)※上演台本
- 「ローマの休日｣演出：マキノノゾミ (2010、天王洲銀河劇場・シアタードラマシティ)
- 渋谷・コクーン歌舞伎第十一弾「佐倉義民傳」 (2010、Bunkamuraシアターコクーンほか)
- 「FAUST 2010 in Chino」 演出・美術：串田和美 (2010、茅野市民館マルチホール)※構成台本
- 「ヨサブロゥ」～与話情浮名横櫛より～（台本） 構成・総合演出：串田和美 (2011、まつもと市民芸術館ほか)
- 「カレーライフ」 演出：深作健太 (2011、銀河劇場ほか)
- D-BOYS STAGE 9th 「検察側の証人～麻布広尾町殺人事件～」原作：アガサ・クリスティー 演出：鈴木裕美 (2011、青山劇場ほか)
- 朗読「カレーライフ」 演出：深作健太 (2011、サンシャイン劇場)
- 時代劇版「101回目のプロポーズ」 演出：齋藤雅文 (2012、博多座)
- 「カルテット!」 演出：菅野こうめい (2012、東京グローブ座)
- 「ローマの休日｣ 演出：マキノノゾミ (2012、天王洲銀河劇場、シアタードラマシティ)
- 「飛び加藤」上演用台本 原案用台本：蒔田光治 演出：河原雅彦 (2012、シアタークリエほか)
- 「十三人の刺客」 演出：マキノノゾミ (2012、赤坂ACTシアター・大阪 新歌舞伎座)
- 「里見八犬伝」 演出：深作健太 (2012、新国立劇場 中劇場ほか)
- ミュージカル「アリス・イン・ワンダーランド」 演出：鈴木裕美 (2012、青山劇場)※上演台本
- 「iSAMU｣ 原案・演出：宮本亜門 (2013、KAAT神奈川芸術劇場・パルコ劇場)
- 交響劇「船に乗れ!」（2013、東急シアターオーブ）
- 「シラノ・ド・ベルジュラック」 演出：鈴木裕美（2018、日生劇場・兵庫県立芸術文化センター）
- 「ウェールズの赤竜～アーサー王伝説～」演出：米山和仁（2020、シアターサンモール）
- 「霧の中のノスフェラトゥ～ドラキュラ伝説～」演出：村上大樹（2021、シアターサンモール）

### 舞台演出
- 「チェリーホープを知ってるかい」作・演出 (2000、下北沢OFFOFFシアター)
- 劇団京芸「さよなら竜馬」作・演出 (2001)
- MOBO presents「蘭学事始」作・演出 (2003、高田馬場アートボックス)
- コムラプラス「カレーとイチロー」作・演出 (2003、ウッディーシアター中目黒)
- MOBO presents「Torys!」作・演出 (2005、シアターV赤坂)
- コムラプラス「となりの芝生は赤い」作・演出 (2005、下北沢「劇」小劇場)

### 書籍
- エッセイ集「もぼやき」（2003） もぼ鈴木名義
- NHKドラマ「ある日嵐のように」（2001） ノベライズ
- ハルキ文庫「小説 浪人街」（2008）